# Lobocleta subcincta
Lobocleta subcincta är en fjärilsart som beskrevs av Paul Dognin 1901. Lobocleta subcincta ingår i släktet Lobocleta och familjen mätare. Inga underarter finns listade i Catalogue of Life.